# Ecografia Doppler

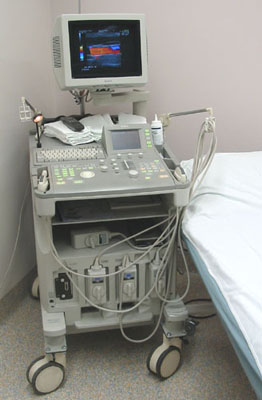
Un ecografo Doppler.

L'ecografia Doppler, detta anche ecodoppler (o raramente dopplersonografia) è una tecnica ecografica non cruenta e non invasiva, facilmente ripetibile, utilizzata in medicina per lo studio della situazione anatomica e funzionale dei vasi sanguigni arteriosi e venosi e del cuore in tempo reale ed in maniera contemporanea (Duplex-Scanner).
Prende il nome dal suo principio fisico di funzionamento, l'effetto Doppler.
Utilizzata da decenni, ha un notevole valore sia in campo diagnostico che prognostico e terapeutico nelle affezioni cardiache e vascolari.
Questa metodologia attualmente viene integrata con la colorazione dei flussi sanguigni per avere informazioni ancora più precise sul flusso ematico (il cosiddetto eco-color-doppler).

## Descrizione
Con l'utilizzo dell'ecografia, attraverso immagini B-mode, si studia la morfologia delle pareti, la loro motilità, la presenza o meno di formazioni endoluminali, la struttura della placca ateromasica; con il Doppler pulsato si valuta, attraverso l'analisi spettrale e il grado di purezza del suono, la situazione emodinamica del flusso sanguigno in quel determinato punto e quindi si possono quantificare i vari gradi di stenosi, distinguendo le stenosi emodinamicamente significative da quelle non emodinamicamente significative. Si possono inoltre valutare le caratteristiche morfologiche delle placche ateromasiche, in base alle caratteristiche ecogeniche di queste ultime.

## Metodiche

### Color Doppler
Il Color Doppler è indicato per lo studio delle strutture vascolari. Infatti, grazie alla colorazione effettuata mediante calcolatore, si può studiare il movimento e la direzione del flusso sanguigno. Il principio si fonda sulla associazione in tempo reale di una immagine ecografica bidimensionale con un segnale Doppler pulsato.
Convenzionalmente, il colore rosso è attribuito alle strutture in avvicinamento della sonda, mentre il blu per quelle in allontanamento.
La metodica ha rivoluzionato la diagnostica delle malattie vascolari e cardiache con la possibilità di rilevare e monitorare nel tempo stenosi arteriose e venose, aneurismi, trombosi venose profonde e insufficienza venosa cronica.

### Power Doppler
Il Power Doppler è simile al color-doppler, ma misura l'energia della frequenza delle strutture in esame. In questo modo si ha un segnale più sensibile ma non si hanno informazioni sulla direzione del movimento di tali strutture.
Esso si applica quando si vuole osservare, con una maggiore persistenza del colore, una lesione parietale complessa, come ad esempio una placca ulcerata, oppure serve per visualizzare meglio la vascolarizzazione interna di un organo (fegato, rene, tiroide, milza).

### Flussimetria Doppler
Permette di analizzare l'andamento del flusso all'interno dei vasi e quindi evidenziare stenosi o chiusure.